# IF Trion
IF Trion är en idrottsförening i Spjutsbygd i Sverige, bildad 1936. Klubbens damlag i fotboll spelade i Damallsvenskan 2002 och 2003. Damlaget i fotboll lades ned 2005 och återstartade 2006 i lägsta serien, division 5.

### Fotnoter
1. ↑  Jimmy Lindahl (26 februari 2004). ”Maratontabell för högsta damserien 1978-2003”. Bolletinen. http://www.bolletinen.se/sfs/pdf/stat_d_maraton_1978_2003_maratontab_f_hogsta_damserien.pdf. Läst 11 februari 2015.